# E-business
Il termine inglese e-business (contrazione di electronic business, in italiano imprenditoria per via elettronica) si riferisce genericamente a tutte le attività di interesse economico che possono svolgersi attraverso Internet e  altre reti telematiche. Il processo di sviluppo della presenza online di un'impresa è detto Web strategy.
Alcuni settori specifici sono:
- editoria elettronica (libri elettronici)
- commercio elettronico
- telelavoro
- telemedicina
- teledidattica
- approvvigionamento telematico